# Паркхерст, Майкл
Майкл Фи́нлэй Па́ркхерст (англ. Michael Finlay Parkhurst; 24 января 1984, Провиденс, Род-Айленд, США) — американский футболист, защитник.

## Ранние годы
В 2002—2004 годах Паркхерст обучался в Университете Уэйк-Форест, где выступал за университетскую команду в NCAA.

## Клубная карьера

### «Нью-Инглэнд Революшн»
На Супердрафте MLS 2005 Паркхерст был выбран под девятым номером клубом «Нью-Инглэнд Революшн». Его профессиональный дебют состоялся 2 апреля 2005 года в матче стартового тура сезона против «Сан-Хосе Эртквейкс». По итогам сезона 2005, в котором сыграл во всех 32-х матчах регулярного чемпионата, Паркхерст был назван новичком года в MLS.
20 октября 2007 года в матче против «Торонто» забил свой первый гол в MLS.

### «Норшелланн»
9 декабря 2008 года Паркхерст подписал трёхлетний контракт с клубом чемпионата Дании «Норшелланн». В Суперлиге дебютировал 1 марта 2009 года в матче против «Вайле».

### «Аугсбург»
19 декабря 2012 года было объявлено, что Паркхерст перешёл в «Аугсбург» на правах свободного агента. Дебютировал за новый клуб 10 февраля 2013 года в домашнем матче против «Майнца», завершившемся вничью 1:1.

### «Коламбус Крю»
13 января 2014 года Паркхерст вернулся в MLS, присоединившись к «Коламбус Крю», который выменял права на него в лиге у «Нью-Инглэнд Революшн» на драфт-пик и распределительные средства.

### «Атланта Юнайтед»
11 декабря 2016 года Паркхерст был обменян в новообразованную «Атланту Юнайтед» на распределительные средства. Перед началом сезона 2017 был выбран капитаном, первым в истории клуба. 5 марта 2017 года вышел в стартовом составе в дебютном для команды из Джорджии матче MLS против «Нью-Йорк Ред Буллз».
23 сентября 2019 года Майкл Паркхерст объявил о завершении футбольной карьеры по окончании сезона 2019.

## Международная карьера
Паркхерст был включён в состав сборной США на Золотой кубок КОНКАКАФ 2007. 9 июня 2007 года во втором матче группового этапа турнира против сборной Тринидада и Тобаго он дебютировал за звёздно-полосатую дружину. Также участвовал в футбольном турнире Олимпийских игр 2008, Золотых кубках КОНКАКАФ 2009 и 2013. Находился в предварительной заявке сборной США из 30 игроков на чемпионат мира 2014, но в финальный список из 23 игроков не попал.

## Достижения

### Командные
Клубные
 Нью-Инглэнд Революшн
- Обладатель Открытого кубка США им. Ламара Ханта (1): 2007

 Норшелланн
- Чемпион Дании (1): 2011/12
- Обладатель Кубка Дании (2): 2009/10, 2010/11

 Атланта Юнайтед
- Обладатель Кубка MLS (чемпион MLS) (1): 2018
- Обладатель Открытого кубка США им. Ламара Ханта (1): 2019

Международные
 сборная США
- Обладатель Золотого кубка КОНКАКАФ (2): 2007, 2013

### Личные
- Новичок года в MLS: 2005
- Приз фейр-плей MLS (3): 2007, 2008, 2014
- Филантроп года в MLS (1): 2006
- Защитник года в MLS (1): 2007
- Член символической сборной MLS (1): 2007
- Участник Матча всех звёзд MLS (4): 2005, 2007, 2008, 2014, 2017, 2018